# レッド・ドラゴン/新・怒りの鉄拳
『レッド・ドラゴン/新・怒りの鉄拳』（レッド・ドラゴン/しん・いかりのてっけん、原題：新精武門、英題：THE NEW FIST OF FURY）は1976年製作の香港映画。主演はジャッキー・チェン。

## 概要
ブルース・リー主演の『ドラゴン怒りの鉄拳』の直系続編という趣旨。監督ロー・ウェイが新たに台湾に設立自身の会社で製作し、公式の続編として扱う文献もあるが、実際にはゴールデン・ハーベスト社の許諾を得ずロー・ウェイの独断で製作されているため、かつては微妙な扱いが多かった。しかし、1993年以降は両作ともスターに版権が移行し、リーとジャッキー・チェンという両主演俳優の世界的知名度も相まって正式に続編扱いされており、海外では2枚組DVDもリリースされている。
物語は前作に引き続き、中国人の主人公が侵略してきた日帝と中国国土内で残虐非道な所業を尽くし暴れる日本人に抵抗するため中国武術を駆使して敵である日本人を撃破していく、ステーリングである。
ノラ・ミャオほか前作の登場人物たちも登場し、ブルース・リーは遺影として1カットのみ登場（『燃えよドラゴン』のスチル写真。ただしゴールデン・ハーベスト社への許諾なく使用されたため、現在のバージョンではカットされている）。ジャッキーは前作でリーが日本人の用心棒戦で使った「迷綜手」を使ったり、三節棍を使用するなど、リーをイメージした戦いを展開した。ただし、ヌンチャクを使う場面では頭にぶつけたり、下手で皆に笑われたりと、リーの物真似はあえて避けるように演出されている。
日本では劇場未公開で、『新・怒りの鉄拳』の邦題でテレビ放送された後、『レッド・ドラゴン/新・精武門』の邦題でビデオ化され、さらに『レッド・ドラゴン/新・怒りの鉄拳』の邦題でDVD化された。『新・ドラゴン怒りの鉄拳』という邦題もある。

## あらすじ
チェン・チャン（前作『ドラゴン怒りの鉄拳』でブルース・リーが演じた主人公）の死後、日本人は精武館の残党を追い込んでいた。
台湾へ渡った残党一行だが、チェンの元恋人で精武館の娘レイ（ノラ・ミャオ）は到着早々、スリのアロン（ジャッキー・チェン）にチェンの形見のヌンチャクを盗まれてしまう。だが、台湾でも日本人は横暴の限りを尽くしており、怒りが頂点に達したアロンは精武館に入門して腕を上げる。そんなアロンにレイはチェンの面影を見る。

## キャスト
| 役名           | 俳優                     | 日本語吹替 | 日本語吹替 |
| 役名           | 俳優                     | ソフト版   | TBS版      |
| -------------- | ------------------------ | ---------- | ---------- |
| アロン         | ジャッキー・チェン       | 石丸博也   | 石丸博也   |
| ミャオ／レイ   | ノラ・ミャオ             | 山崎美貴   | 勝生真沙子 |
| 岡村先生       | チェン・シン             | 池田勝     | 青野武     |
| チンじいさん   | ハン・スー               | 塚田正昭   | 上田敏也   |
| アロンの母親   | リウ・ミン               | 渡辺美佐   | 滝沢久美子 |
| ハン先生       | ハン・インチェ           | 田原アルノ | 喜多川拓郎 |
| スー・ワンライ | イェン・ジョン           | 小山武宏   | 吉水慶     |
| セイ           | ジャン・ジン             | 古田信幸   | 鈴木勝美   |
| 岡村の娘       | ツォ・シュウシュウ       |            | 高橋ひろ子 |
| リン先生       | ルー・ピン               | 宝亀克寿   | 笹岡繁蔵   |
| 警察署長       | スン・ラン               | 小島敏彦   | 広瀬正志   |
| 憲兵隊長       | ウェイ・ライ             | 小山武宏   | 小杉十郎太 |
| 先生           | ロー・ウェイ（特別出演） | （カット） | 広瀬正志   |

- ソフト版：VHS&日本語吹替収録版DVD収録&BD収録

- TBS版：初回放送1990年2月15日『木曜シネマシアター』（深夜枠放映[2]）

TBSが買い付けを行ってから暫く放送されず、初回放送は1990年だった。劇中の音楽はVHS版の差し替えられたBGMではなく原版同様の音源であった。TBS版は香港公開版（115分全長版）を元に、VHS版は日本版（88分カット版）を元に製作されている。そのため、ソフト版よりTBS版の方が30分ほど尺が長い。なお、TBS版は2019年現在ソフト化されておらず、当時も深夜枠放送のうえ再放送も少ないため入手困難である。

## スタッフ
- 監督：ロー・ウェイ
- 脚本：ロー・ウェイ、パン・レイ
- 製作総指揮：ロー・ウェイ
- 製作：スー・リーホワ
- 武術指導：ハン・インチェ
- 製作会社：ロー・ウェイ・カンパニー

## 備考

### ジャッキー・チェンの再デビュー作
ジャッキー・チェンは1974年に『ジャッキー・チェンの秘龍拳/少林門』に出演後、一時期映画界から退いて両親が住んでるオーストラリアで左官やコックをしていた。その頃、『ドラゴン怒りの鉄拳』を監督し、ブルース・リーを一躍スターダムに押し上げたロー・ウェイが、当時所属していたゴールデン・ハーベストの社長レイモンド・チョウと対立して会社を飛び出し、自身の映画会社である羅維影業公司を立ち上げ、有望な俳優を発掘している最中であった。そんな時、ロー・ウェイ夫人であった許麗華がたまたま『ジャッキー・チェンの秘龍拳/少林門』を観て、夫にジャッキーの起用を薦めたという。国際電話で香港に呼び戻されたジャッキーは、10本の映画出演契約を結び、本作で再デビューを果たすこととなった。
なお当時は「陳元楼（陳元龍）」という芸名を使っていたが、本作を機に、大成するようにと願いを込めて「成龍」と改名された（但し、その後も武術指導で「陳元龍」の名義を使用している）。

### オリジナル版と日本版ビデオの相違
日本で発売されたビデオソフトは、冒頭のロー・ウェイ監督扮する警察署長（前作でも登場している）のシーンや抗日運動場面など約30分近くがカットされた短縮版。日本版ビデオは音楽が差し替えられており、宮内國郎作曲の『ウルトラQ』、『ガス人間第一号』の音楽が流用されている。ラストカットのアングルも別物。
オリジナル版は、日本ではケーブルTVで放送されているが、2013年現在日本国内で発売されているDVDソフトもビデオ版に準じたカット版であり、ノーカット・スコープサイズのものは日本以外の国で発売されているソフトを入手する以外に方法はない。